# Tái Viên
Tái Viên (tiếng Mãn: ᡯᠠᡳ
 ᠶᡡᠸᠠᠨ, Möllendorff: Dzai Yūwan, Abkai: Zai Yvwan, chữ Hán: 載垣, 16 tháng 10 năm 1816 – 8 tháng 11 năm 1861) là một hoàng thân của nhà Thanh trong lịch sử Trung Quốc, người thừa kế 1 trong 12 tước vị Thiết mạo tử vương, đồng thời là 1 trong 8 vị Cố mệnh Bát đại thần của Hàm Phong Đế. Ông rất được Đạo Quang Đế tin tưởng, từng giữ nhiều chức vụ quan trọng trong triều đình.

## Cuộc đời
Tái Viên sinh vào giờ Mão, ngày 6 tháng 8 (âm lịch), năm Gia Khánh thứ 21 (1816), trong gia tộc Ái Tân Giác La. Ông là con trai thứ hai của Di Khác Thân vương Dịch Huân, mẹ ông là Thứ thiếp Lý thị (李氏).

### Thời Đạo Quang
Năm Đạo Quang thứ 5 (1825), anh trai của ông là Tái Phường (載坊) qua đời khi chỉ mới 4 tuổi, ông được thế tập tước vị Di Thân vương (怡親王) đời thứ 6, lúc này ông chưa tròn 10 tuổi. Tháng 3 năm thứ 13 (1833), Đạo Quang Đế lệnh cho Di Thân vương Tái Viên đến miếu Quan Công và Thuận Thừa Quận vương Xuân Sơn đến miếu Thành Hoàng để tạ lễ mưu thuận gió hòa. Lúc này Tái Viên chỉ hơn 16 tuổi.
Tháng 3 năm thứ 17 (1837), ông trở thành Tổng tộc trưởng của Chính Lam kỳ. Tháng 4 năm sau (1838) thì quản lý sự vụ Tương Lam kỳ Giác La học (觉罗学). Đến tiết thu phân, Đạo Quang Đế lại lệnh cho Tái Viên đi tế lễ. Tháng 1 năm thứ 20 (1840), vì Đô thống Mãn Châu Chính Bạch kỳ là Dịch Kỷ phạm tội bị cách chức, Miên Du được điều vào thay thế, và vị trí Đô thống Mông Cổ Tương Lam kỳ vốn của Miên Du do Tái Viên đảm nhiệm. Ngày tế Tiên nông vào tháng 3 năm đó cũng do Tái Viên chủ trì lễ tế. Ngày 1 tháng 4, lễ truy thụy cho Hiếu Toàn Thành Hoàng hậu được tiến hành, Duệ Thân vương Nhân Thọ là Chính sứ, Di Thân vương Tái Viên được chọn làm Phó sứ. Sang năm sau, ông được phép hành tẩu tại Ngự tiền, trở thành Tương Hoàng kỳ Lĩnh thị vệ Nội đại thần, được ban thưởng Tam nhãn Hoa linh, và quản lý sự vụ Loan Hưng vệ (銮兴卫).
Năm thứ 22 (1842), tháng 1, ông chính thức được phong làm Ngự tiền Đại thần (御前大臣), đến tháng 5 thì được phong Duyệt binh Đại thần (阅兵大臣). Tháng 9, phong làm Đô thống Hán quân Chính Lam kỳ. Đến tháng 2 năm thứ 25 (1845), ông được điều làm Đô thống Mãn Châu Tương Hồng kỳ. Năm sau thì trở thành Chính Hoàng kỳ Lĩnh thị vệ Nội đại thần. Năm thứ 30 (1850), ông thay quyền Tông nhân phủ Hữu Tông chính (右宗正), quản lý sự vụ Hổ Thương doanh (虎枪营) của Viên Minh Viên Bát kỳ.

### Thời Hàm Phong
Tháng 3 năm Hàm Phong nguyên niên (1851), ông được phong Thập ngũ thiện xạ Đại thần (十五善射大臣). Đến tháng 10 thì chịu trách nhiệm quản lý sự vụ Hổ Thương doanh. Tháng 6 năm 1853, ông được giao cho quản lý Tân cựu Doanh phòng (新旧营房) của Tương Hồng kỳ. Đến tháng 9 năm 1854, ông nhậm chức Tổng am đạt (总谙达). Năm 1855, ông bắt đầu quản lý sự vụ Võ bị viện (武备院) từ tháng 3 và nhậm chức Tông lệnh Tông nhân phủ từ tháng 7. Tháng 10 năm sau, ông được điều làm Ngọc điệp quán Tổng tài (玉牒馆总裁), chiệu trách nhiệm biên soạn tông phổ của nhà Ái Tân Giác La. Trong năm 1858, ông lần lượt thay quyền Đô thống Hán quân Tương Bạch kỳ vào tháng 3, quản lý sự vụ Thiện Phác doanh (善扑营) từ tháng 4, được phong làm Chính giám sát của Sùng Văn môn kiêm thay quyền Đô thống Hán quân Chính Hồng kỳ vào tháng 8 và được cho phép ngồi kiệu hai người khiên trong Tử Cấm Thành từ tháng 11.
Tháng 2 năm thứ 9 (1859), ông thay quyền quản lý sự vụ Ngự Thương doanh (御枪营). Tháng 5 cùng năm thì thay quyền Đô thống Mãn Châu Tương Bạch kỳ. Một năm sau, ông đảm nhiệm vị trí Khâm sai Đại thần, cùng Binh bộ Thượng thư Mục Ấm đến Tống Châu để thay thế Đại học sĩ Quế Lương, nghị hòa với Anh và Pháp. Cuộc đàm phán bất chợt bị phá vỡ, Tái Viên ra lệnh giam cầm và tra khảo bọn Ba Hạ Lễ (巴夏禮) tổng cộng 39 người, khiến 21 người chết. Liên quân Anh - Pháp áp sát Bắc Kinh, Tái Viên hộ tống Hàm Phong chạy đến Nhiệt Hà.
Năm thứ 11 (1861), Hàm Phong Đế qua đời trong Tị Thử Sơn Trang ở hành cung Nhiệt Hà. Trước khi mất, Hoàng đế di mệnh chỉ điểm 3 vị Ngự tiền đại thần (gồm Tái Viên, Đoan Hoa và Túc Thuận) cùng 5 vị Quân cơ đại thần có quyền nhiếp chính, đồng thời còn kèm chỉ dụ: 辅弼皇太子载淳为帝，总摄朝政。; 'Giúp đỡ Hoàng thái tử Tái Thuần kế vị Hoàng đế', 'tổng nhiếp triều chính'. Cả tám người khi ấy được gọi là 赞襄政务王、大臣; 'Tán tương chính vụ Vương', 'đại thần', cũng gọi Cố mệnh Bát đại thần. Tháng 9, Từ An Thái hậu, Từ Hi Thái hậu và Cung Thân vương Dịch Hân đã phát động một cuộc chính biến, sử gọi Chính biến Tân Dậu. Tái Viên bị bắt tại Bắc Kinh. Ngày 6 tháng 10 (âm lịch), Tái Viên bị ban cho lụa trắng, treo cổ tự vẫn. Tước vị do tộc đệ Tái Đôn – con trai của Dịch Cách (奕格) thừa kế.

## Gia quyến
- Đích Phúc tấn: Na Lạp thị (納喇氏), con gái của Diêm vận sứ Duyên Phong (延丰).
- Trắc Phúc tấn: Phương Giai thị (方佳氏), con gái của Hộ quân Phương Bích (方璧).
- Con trai

1. Phổ Bân (溥斌, 1844 – ?), mẹ là Đích Phúc tấn Na Lạp thị. Năm 1853 được thưởng mang Hoa linh (花翎).
2. Phổ Đức (溥德, 1852 - 1856), mẹ là Trắc Phúc tấn Phương Giai thị. Chết yểu.

- Con gái

1. Trưởng nữ (1838 – ?), được phong Quận chúa, mẹ là Đích Phúc tấn Na Lạp thị. Tháng 11 năm 1852, kết hôn với Bác La Đặc Cát Đài Thân vương Bá Ngạn Nột Mô Hỗ của Bác Nhĩ Tế Cát Đặc thị.
2. Nhị nữ (1839 – 1840), mẹ là Đích Phúc tấn Na Lạp thị. Chết yểu.
3. Tam nữ (1843 – ?), mẹ là Đích Phúc tấn Na Lạp thị. Năm Đồng Trị thứ 2 (1862), hạ giá Trát Tát Khắc Thân vương Đạt Nhĩ Mã (达尔玛) thuộc Bác Nhĩ Tế Cát Đặc thị của Tái Âm Nặc Nhan bộ Trung tả mạt kỳ, hậu duệ của Siêu Dũng Thân vương Sách Lăng.
4. Thứ nữ (1851 – ?), mẹ là Trắc Phúc tấn Phương Giai thị. Năm 1867 hạ giá Nhất đẳng Tháp Bố Nang Hi Lăng A (熙凌阿) thuộc Ô Lương Hải thị của Khách Lạc Thấm bộ.
5. Ngũ nữ (1853 - 1855), mẹ là Trắc Phúc tấn Phương Giai thị. Chết yểu.
6. Lục nữ (1854 – ?), mẹ là Trắc Phúc tấn Phương Gia thị. Năm 1873 hạ giá Nặc Lạp Tang Vượng Bố (诺拉桑旺布) của Ô Lương Hải thị.